# Anopheles incognitus
Anopheles incognitus este o specie de țânțari din genul Anopheles, descrisă de Steffen Lambert Brug în anul 1931. Conform Catalogue of Life specia Anopheles incognitus nu are subspecii cunoscute.